# Las Tortugas, Tamaulipas
Las Tortugas är en ort i Mexiko.   Den ligger i kommunen Llera och delstaten Tamaulipas, i den centrala delen av landet, 500 km norr om huvudstaden Mexico City. Las Tortugas ligger 214 meter över havet och antalet invånare är 116.
Terrängen runt Las Tortugas är platt åt nordost, men åt sydväst är den kuperad.  Trakten runt Las Tortugas är nära nog obefolkad, med mindre än två invånare per kvadratkilometer. Närmaste större samhälle är Campo Número Tres, 14,4 km nordost om Las Tortugas. I omgivningarna runt Las Tortugas växer huvudsakligen savannskog.